# Quartier des Capucins
Le quartier des Capucins de Brest (en breton Ar Gapusined) est un quartier bâti à partir de 2015 sur l'emplacement des anciens ateliers des Capucins, cédés par l'arsenal de Brest à Brest Métropole.

## Géographie

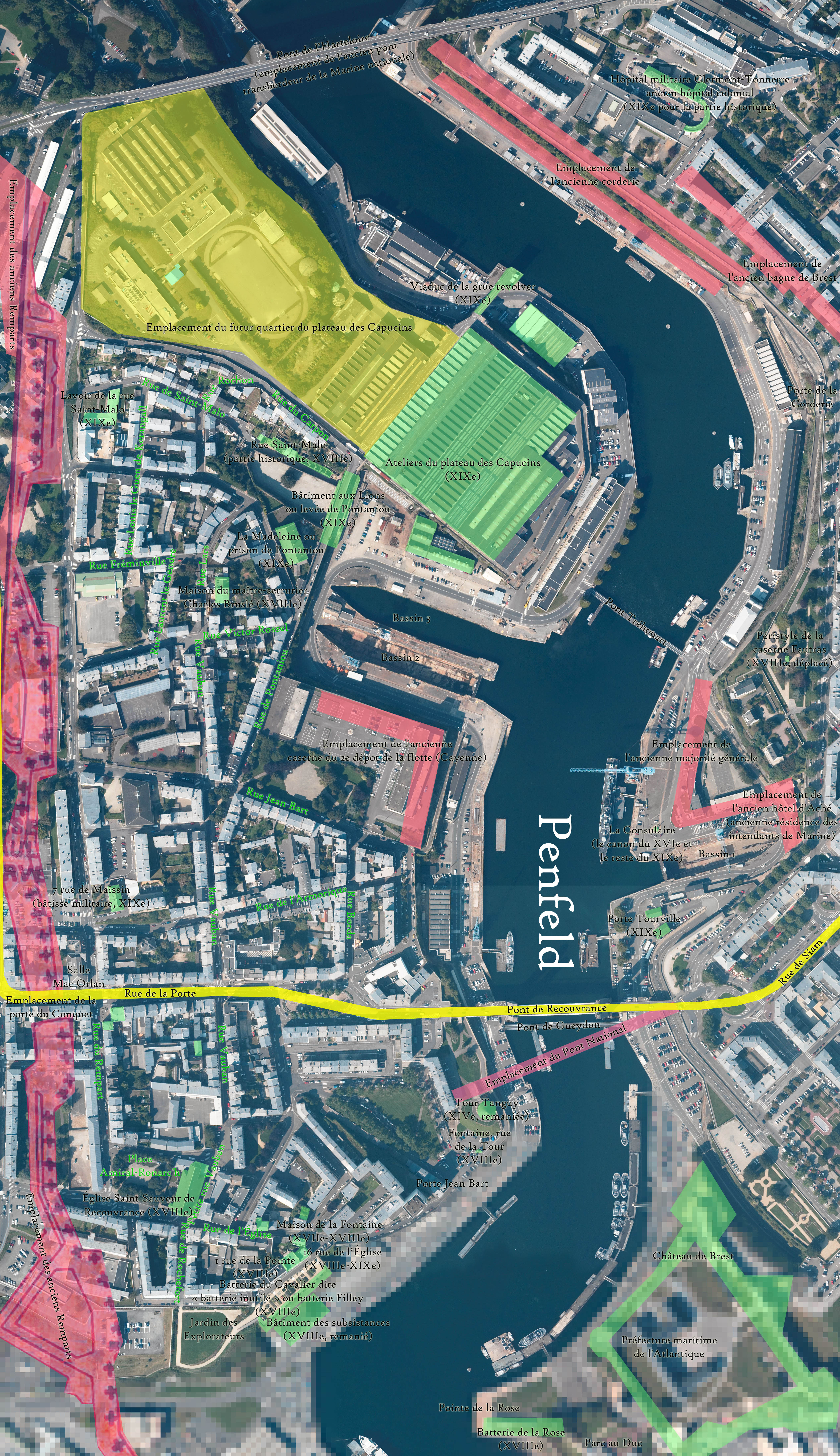
Vue aérienne du plateau des Capucins avant réaménagement (2004). En vert : les ateliers de mécanique de l'arsenal qui vont être réhabilités. En jaune, le terrain sur lequel seront construits les logements.

Ce quartier se trouve au centre de Brest, dans le quartier historique de Recouvrance  et dans le quartier administratif des Quatre Moulin ; il est situé sur le plateau des Capucins, sur la rive droite du fleuve de la Penfeld, entre les bassins 2 et 3 au nord et le pont de l’Harteloire au sud.
Il surplombe la rue Saint-Malo et l'ancienne prison de Pontaniou.

## Histoire

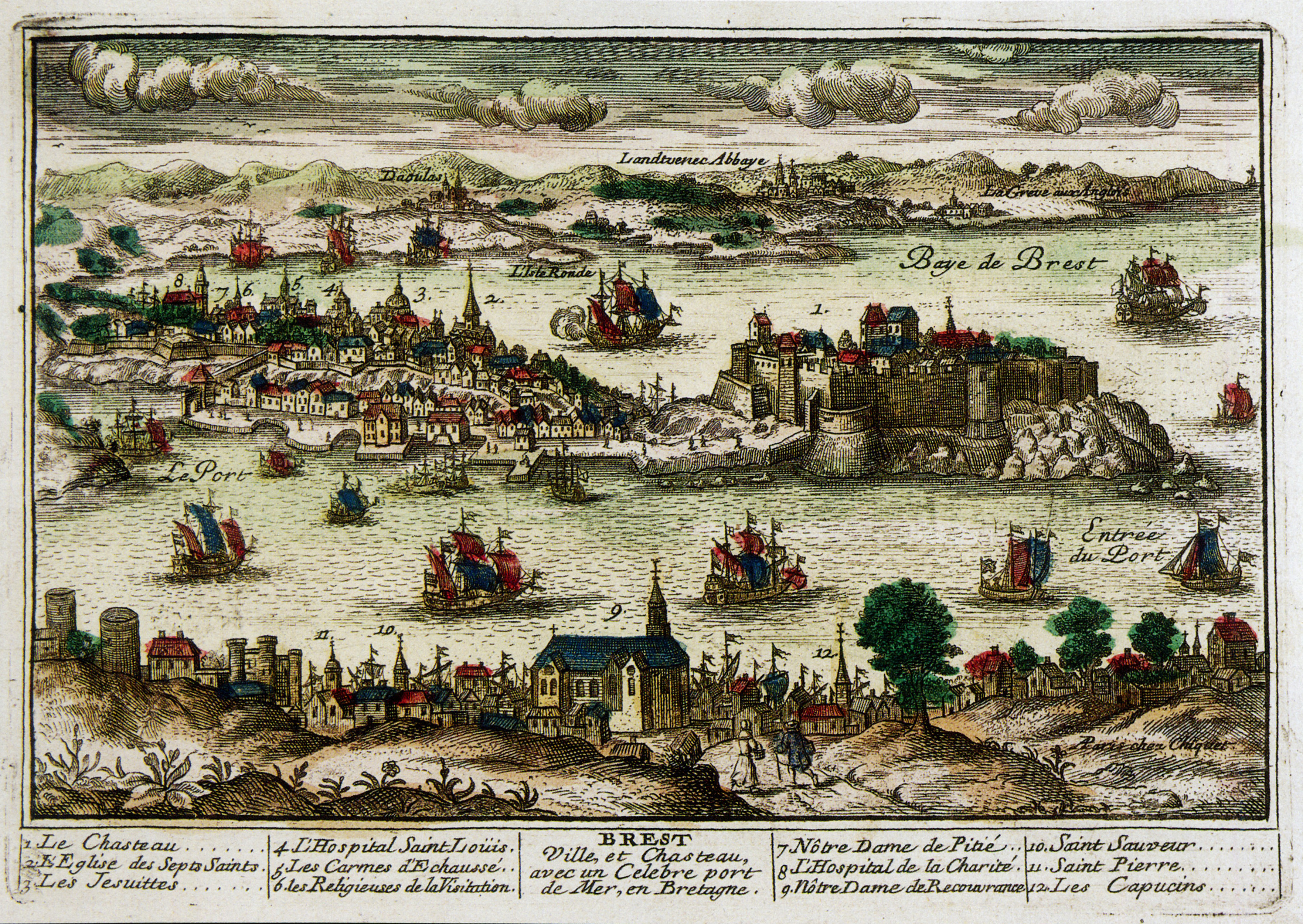
Vue cavalière de Brest au XVIIIe siècle, le numéro 12 représente Les Capucins.
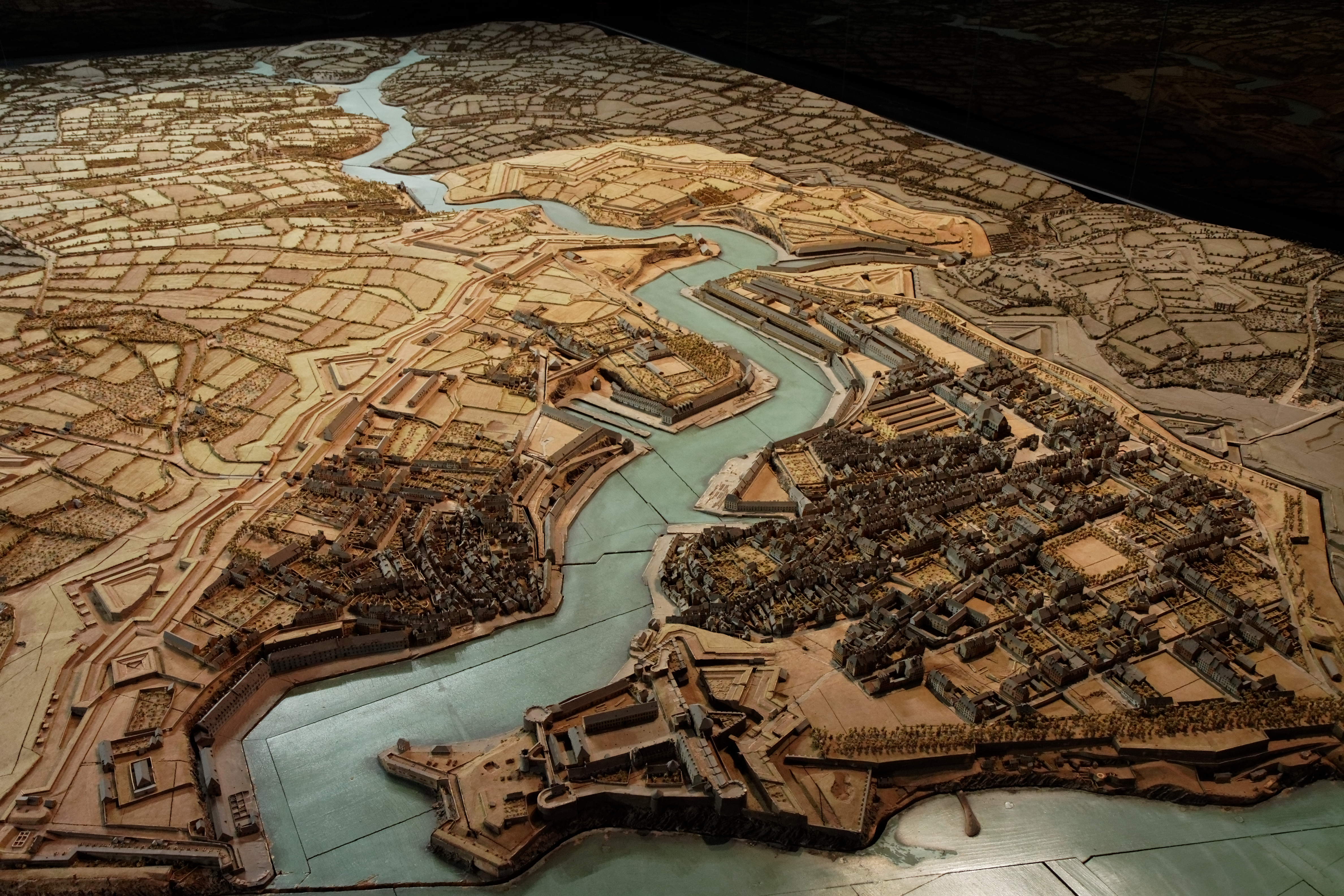
Plan-relief montrant Brest en 1811

Jusqu'au XVIIe, les Capucins n'étaient qu'une lande, rattachée à Brest en même temps que le quartier de Recouvrance en 1681. En 1695, la construction d'un couvent de moines capucins par Vauban est entamée, il donnera son nom au quartier. Les capucins sont rattachés à l'ordre des Franciscains qui fournissent les aumôniers de la Marine. En 1791, alors que quinze capucins continuaient de résider sur le plateau et que les ordres religieux ont été dissous lors de la Révolution, les terrains et bâtiment sont réquisitionnés par la Marine, et le couvent est transformé en caserne, accueillant une école d'apprentis canonniers.
Les bâtiments industriels, qui sont aujourd'hui réhabilités, ont été construits entre 1858 et 1864 pour abriter des ateliers de mécanique (fonderie, ajustage, montage) de la Marine Nationale. Le développement de la propulsion nucléaire et le développement des installations militaires de Toulon font chuter l'activité du site, qui est abandonné au cours des années 1990.
La Marine vend le site, qui lui est devenu inutile, à Brest Métropole pour 2,2 millions d'euros en 2010. Commence alors la dépollution de 12 ha, contenant notamment des munitions oubliées, avant de pouvoir entamer les constructions.

## Aménagement

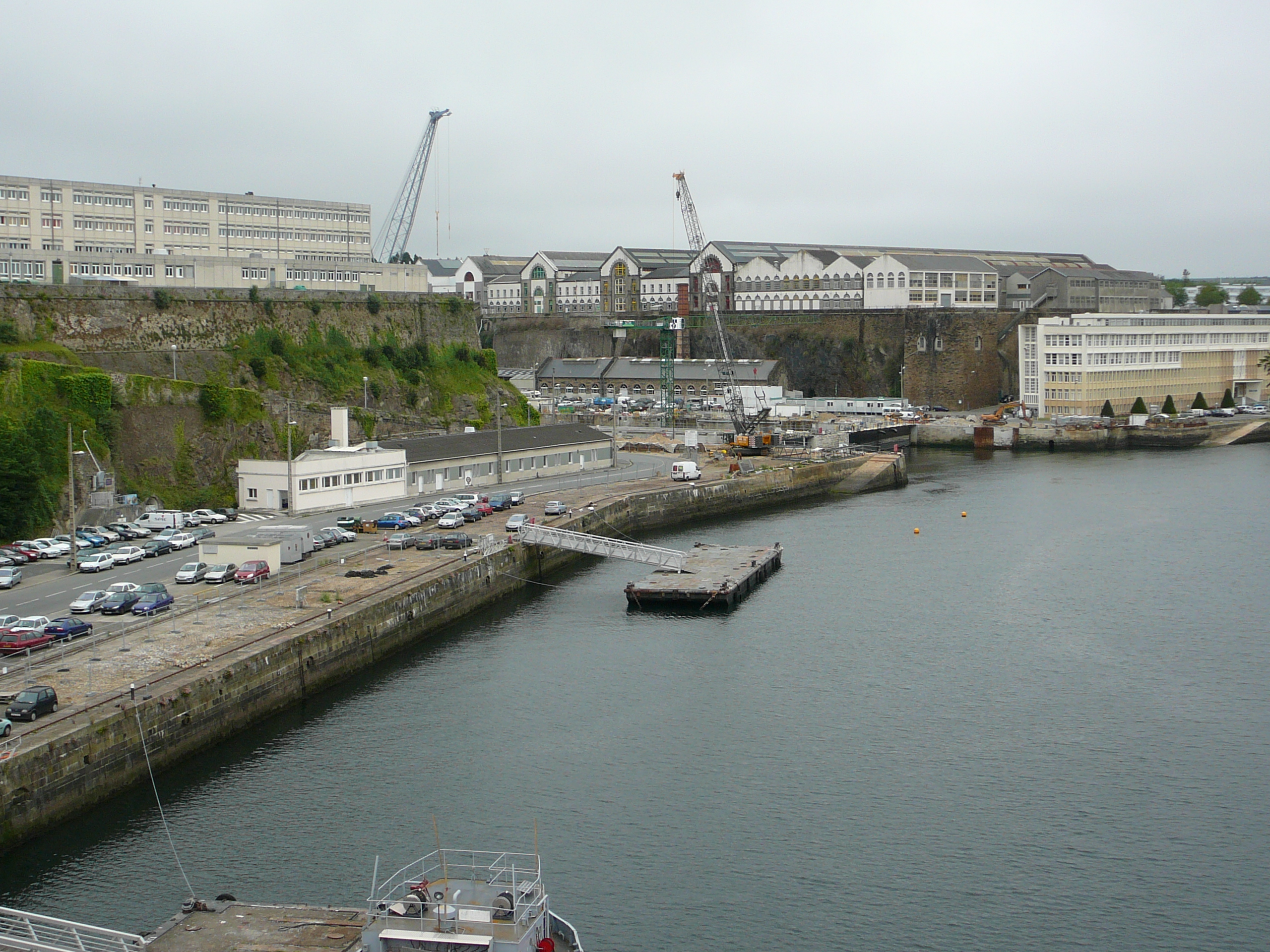
Une partie de l'arsenal et le plateau des Capucins vus depuis le pont de Recouvrance (en 2007).

Les anciens ateliers de mécanique de l'Arsenal sont réhabilités pour abriter la médiathèque François-Mitterrand - Les Capucins, un cinéma, un centre commercial. Le bâtiment et la médiathèque ont été inaugurés les 7 et 8 janvier 2017.
À côté des Ateliers des Capucins un nouveau quartier est en cours de construction. Il comprend un parking souterrain sur trois niveaux surplombés d'une place et sept îlots (A à G) destinés à recevoir plus de six cents logements (premières livraisons en mai 2017) en accession à la propriété ou en locatif conventionné,, dont 300 à 450 logements seront livrés sous cinq ans.
Décomposition par îlots :
A : Cité internationale et immeuble de bureaux Le cap Vert (livrés en 2016)
B : Hôtel (Consultation en cours)
C : Programme Riva 154 logements (livrés en 2017), cellules commerciales et un immeuble de bureaux (non réalisé en 2020).
D : Programmes Cap horizon 77 logements et Les Equinoxes 27 Logements, cellules commerciales, immeuble de bureaux (chantier lancé en Octobre 2018, livraison en 2020)
E : Programme Vertigo 91 Logements (livraison en 2022/2023)
F : Base travaux en attente de projet
G : Programmes Le Lemon résidence étudiante de 151 logements (Livrés en 2020) et L'Aurore résidence sénior de 96 logements + 18 logements classiques (chantier lancé en Juin 2018, Livraison en 2020). La moitié de la surface de cet îlot est encore en attente de projet

## Transports
Ce quartier est desservi par la station Les Capucins / Ar Gapusined du tramway de Brest.
Il est desservi également par le téléphérique de Brest qui relie les deux rives de la Penfeld, premier téléphérique urbain à usage de transport en commun en France. Sa mise en service a eu lieu le 19 novembre 2016.

## Divers
Le quartier a servi de lieu de tournage du film Les Seigneurs sorti en 2012 pour la scène censée se dérouler à la sortie de prison en Angleterre. La scène a été tournée avant la démolition de la Porte Carpon attenant aux Ateliers.